# Epidendrum sanchoi
Epidendrum sanchoi är en orkidéart som beskrevs av Oakes Ames. Epidendrum sanchoi ingår i släktet Epidendrum och familjen orkidéer. Inga underarter finns listade i Catalogue of Life.